# Hungry Hearts
Hungry Hearts er en amerikansk stumfilm fra 1916 af Will Louis.

## Medvirkende
- Oliver Hardy som Plump.
- Billy Ruge som Runt.
- Ray Godfrey.
- Edna Reynolds.
- Bert Tracy.